# بوستي جروب
شركة بوستي جروب ( ساومين بوستي سابقًا خلال 1994-2007 و إتيلا خلال 2007-2015) هي الخدمة البريدية الفنلندية الرئيسية التي تقدم البريد والطرود في فنلندا . دولة فنلندا هي المساهم الوحيد في الشركة. تلتزم بوستي لمتد بالخدمة الشاملة التي تنطوي على تسليم الرسائل خلال أيام الأسبوع في جميع بلديات فنلندا. يقع مكتب بوستي الرئيسي في شمال باسيلا في هلسنكي. يمتد تاريخ بوستي إلى ما يقرب من 400 عام.
تنقسم الشركة الفنلندية إلى أربع مجموعات أعمال: الخدمات البريدية ، والطرود والخدمات اللوجستية ، و إتيلا روسيا و أبيوس كابيتال. بلغ صافي مبيعات بوستي في عام 2016 ما قيمته 1،647 مليون يورو. يعمل في بوستي 20300 موظف. من صافي المبيعات ، يأتي ما يقرب من 96٪ من الشركات والمؤسسات. قطاعات العملاء الرئيسية للشركة هي التجارة والخدمات ووسائل الإعلام.
اعتبارًا من عام 2015 ، يرأس المجموعة هيكي مالينن ، وأرتو ماركو بوهجولا هو رئيس مجلس الإدارة. وتمتلك الشركة عمليات في أحد عشر دولة: فنلندا وروسيا والسويد والنرويج وإستونيا ولاتفيا وليتوانيا وبولندا وألمانيا وسويسرا والولايات المتحدة. آلاند بوست هي مشغل البريد المستقل لجزر آلاند.

## روابط خارجية
- موقع شركة Posti